# Rhinocoeta sanguinipes
Rhinocoeta sanguinipes är en skalbaggsart som beskrevs av Hippolyte Louis Gory och Achille Rémy Percheron 1833. Rhinocoeta sanguinipes ingår i släktet Rhinocoeta och familjen Cetoniidae. Inga underarter finns listade i Catalogue of Life.